# 無頼男 -ブレーメン-
『無頼男-ブレーメン-』（ブレーメン）は、「週刊少年ジャンプ」で2000年2号から2001年41号まで連載されていた梅澤春人による日本の漫画作品。

## 概要
ロックバンドの活動を軸とする音楽漫画であるが、作者の作風らしくヤンキーが多く絡む他、ジェンダー（トランスジェンダー）、宗教などの要素も取り入れられている。
単行本は全9巻。

## あらすじ
ある日、火野麗児の働く牛丼屋に春日露魅王が姿を現し、牛丼一気飲みしたら代金をチャラにしろという無茶な要求を突きつける。そして見事をそれをやってのけ風のように去っていく露魅王に唖然とする麗児。その後、2人は偶然再会。露魅王の中にロック魂を見出した麗児は自分がバンド活動を目指していることを打ち明け、露魅王を仲間に誘う。最初は乗り気でなかった露魅王であったが、不良集団との乱闘を経て「世界一有名な男になってやる」という野望をロックで叶えることを心に決め、麗児と共にバンド仲間を探すべく東京へと向かうのだった。

## 登場人物

### ブレーメン
主人公達のバンド。バンド名を決めようとして揉み合い折り重なっていた露魅王、麗児、喨を見た嵐が「ブレーメンの音楽隊みたいだ」と言ったことから命名（その前に露魅王が「ファイヤー・ガンズ」にしようと言ったが、「昔の漫画にあった」と麗児がツッコミを入れてボツになった）。デビューアルバムは発売から3ヶ月で全世界2億8300万枚を売り上げた。
春日露魅王（かすが ロミオ）
ヴォーカル担当。イメージは犬（野良犬）。
銀髪を持ち、端正な顔立ちをしている。高校生（若い不良）ほどの年齢だが素性は全く不明。過去の記憶がなく、名前も占い師の姓名判断の中から、気に入ったものを選んで付けた。
牛丼一気呑みでお代チャラという難題を麗児に吹っ掛けて、それをさらりとやってのけ、その凄まじいキャラクター性を麗児に印象付けた。後にバイト帰りの麗児と意気投合し、彼の誘いを受けて共にバンド活動をすることになる。
戦闘能力は強く、並みの不良なら数人相手にでも全く劣らない。十円硬貨を、弾き飛ばしたり指に数枚挟んでナックルダスター代わりにしたりすることで武器として使う。
　実はロックバンド、エボルーション・クライシスのシドニー・ロックス本人で、その真の正体こそ、音楽による世界破滅を目論む秘密組織「ブレインネイション」により、計画遂行の要としてイエス・キリストの遺髪から生み出されたクローン人間「G.O.D.」だった。
聞いた者を絶望へ誘うディスペアリングロックを歌わせるために作られた存在であったが、恋人であるバンドメンバーのレナ・ブルーシーを通じて愛を知り組織の目的に反感を抱くようになった。それがゆえに、ケイオスにレナを殺され、自身も洗脳されて過去の記憶を失ってしまい、組織に迫る警察の包囲網から逃れるため、船に乗せられて放逐されたのち、沖縄の海辺に流れ着いた。
ブレインネイションの研究と実験により、あらゆる言語を話す事ができるようにプログラミングされており、単に話せるだけではなく発音や細かいニュアンスなども完璧に修得している多言語話者（マルチリンガル）。記憶を失っている状態でも言語能力は健在であり、仲間はもちろん、本人も戸惑っていた。
渡米後に元ブレインネイションのメンバーであった岩石の目を見たことで完全に記憶を取り戻して怒りの矛先を彼に向けるが、改心の意志を示すと共に命を持って償う覚悟も見せた彼を許し、ともに仲間の元へ帰還した。
火野麗児（ひの レイジ）
ギター担当。イメージは鶏。
牛丼屋でバイトしていたところ、露魅王と出会い、バンドを組むことになる。真っ赤で派手なモヒカンが目立つが、電車でおばあちゃんに席を譲るなど、根は真面目で優しい性格。その分、少々融通がきかない所があり、破天荒な露魅王とはしょっちゅう喧嘩しているが、露魅王の保護者的存在。他のメンバーと比べると喧嘩の腕は劣るも、相手が誰であろうと挑みにかかる男気を持つ。
藤井嵐（ふじい ラン）
ベース担当。イメージは驢馬。登場時は19歳で、後に誕生日を迎えて20歳になる。
元はSulfuric Acidのメンバーで、その当時は左手に黒の蝶のタトゥーを入れていた。自身のベースの腕前を悪行に利用されることを嫌い脱退。その後のトラブルで、腕に硫酸を浴びるが、手術と懸命なリハビリによって完治した。
メンバー内で唯一の成人であり、兄貴分的存在。親父と言われることかあり、本人も気にしている。高度な絶対音感の持ち主で、ありとあらゆる音の音階がわかる。その様な感覚は幼少時から高等な音楽教育を受けていないと養えないと評されていたが、詳細は不明。
車が好きで、将来はフェラーリに乗るのが夢だと公言している。愛車はR32型のGT-R、色はフェラーリと同じツヤの赤色に仕上げた特注品。後にフェラーリ・F40を購入し、夢を叶える。
葉山喨（はやま リョウ）
ドラム担当。イメージは猫。
金髪に色黒の肌を持つ、コギャルのような風貌をしているが、実は男で、日本を代表する大企業・葉山コーポレーションの御曹司。家族は父一人で、母親は喨を出産してすぐに亡くなっている。
作中では詳しく言及されていないが、性同一性障害を抱えていると見受けられる描写が存在する。性認識の不一致によるトラウマを抱えている故、「オカマ」と言われるとブチ切れてしまい鉄柵を軽々と破壊する程に凶暴化する（「ニューハーフ」や「ゲイ」呼ばわりなら別にいいらしい）。自殺を考えるほど思いつめたこともあったが、後にロックとの出会いを経て苦しみから立ち直り、女として生きてゆく道を見つける。その後は自分のことに全く無理解な父親と決別するべく拳の殴り合いで決着をつけ、女性として生きる覚悟を固めた。
露魅王のことが大好き。バイト先はSMクラブであり、自分のことに理解を示してくれるオーナーの魔罹を慕っている。派手な見た目ではあるが、イジメや一方的なケンカがあると率先して止めに入るなど、正義感が強く、男気溢れる性格。
男としての姿はショートロングヘアーだが、女性の姿へ化粧する際は、パーマのかかった長髪のウィッグを付け、胸にはパッドを入れる。

### ブレーメンメンバーの関係者
華田流李（はなだ　ルリ）
元グラビアアイドル。
トラブルを起こし所属事務所から逃げていた所を露魅王たちに助けられた。顔は整形していたが、トラブルの解決後は逆整形した（元の顔はアイドル時代より多少地味だが美人であり、巨乳は自前）。その後アイドル活動から引退し、ブレーメンのマネージャーとなる。将来の夢は、ブレーメンのファンクラブの会員番号1番を取ること。一生懸命さが空回りして、新たなトラブルを呼んでしまうこともあるが、露魅王たちからはブレーメンのメンバーの一人であり、大切な仲間として信頼を寄せられている。
事務所のマネージャーに裏切られたことやサイクロプスに拉致されたことなどから、男性に対して不信感を抱いている。ブレーメン渡米前の打ち上げで酒に酔い、男への愚痴を吐き、自分を宥めてくれた喨にキスしてしまう。だが、実際は喨のことが好きで、喨を女だと思い込んだうえでキスしたのだった。ブレーメン旅立ちの日に、喨への恋心を胸にしまって見送ろうとしたが、喨が男であることを知って落胆し、思わず「オカマ」と口走ってしまったため、怒りで我を忘れた喨に追いかけ回されてしまった。
魔罹（マリ）
喨のバイト先である高級SMクラブのオーナー。職業柄、多方面にコネクションを持っており、ブレーメンのために色々とお世話をしてくれている。
ジョニー岩石（-いわせき）
音楽プロデューサー。髪型やサングラスをかけた風貌がキース・リチャーズに似ている。
サイクロプスのライブを観に来ていたが、そこでのブレーメンのバンド演奏に魅せられ、彼らを自らの手で育てることを決断した。
ブレインネイションの元メンバー。メンバーの証であった、自害用の毒薬が入ったカプセルが、眼に仕込まれている。
その目を見たことですべての記憶を取り戻した露魅王に尋問されたことでブレインネイションの目的や露魅王の出生について正直に語る。そして組織の目的の為に大勢の若い命を犠牲にしてしまったことを悔い、その償いの為にもブレーメンを世界に希望を与えるバンドに育てたいという意志を露魅王に伝えるとともに、どうしても許せなければ自分を殺せと死を賭した覚悟を告げた。最終的に許され、露魅王と共にメンバーの元へ戻った。ブレインネーションの元メンバーで、破滅的な思想を改めなかったケイオスを嫌悪しており、物語の終盤で露魅王を殺害しに現れたケイオスを自らの手で始末した。
レナ・ブルージー
エボルーション・クライシスのメンバーで、シドニー・ロックス（後の露魅王）の恋人。シドニーと愛し合い、彼の子どもを妊娠していた。だが、ケイオスが自分を連れ去りにやってきた際、妊娠していることを話してしまったため、ケイオスは「愛の結晶を壊したかった」との理由で、高層ビルから転落死させられた。
露魅王は当時の記憶を失っていたが、断片的にレナのことをフラッシュバックした。

### 敵キャラクター
瑠璃のマネージャー
デビュー当初から瑠璃の活動を陰日向から支え続け、彼女が整形した後もひたむきに援助していた。しかしそれは表向きの演技であり、引退を決めた瑠璃をアダルトビデオの撮影に借り出して儲けようと企画し、態度を豹変させて全てを金のため、社長のためと瑠璃にはき捨てた。撮影を諦めた社長をよそに、瑠璃を手放すことに納得がいかず、瑠璃を手塩にかけて育てたという自負からくる歪んだ愛情からか、狂乱気味な表情で瑠璃を殺そうとするが、露魅王たちの手により阻止される。その後、瑠璃からの謝罪と感謝の言葉を聞き、自我を取り戻して涙を流し、そのまま行方知れずとなった。
葉山社長
葉山コーポレーションの総帥でリョウの父親。男でありながら女の姿をしてロックにうつつを抜かす息子を後継者として認めず、勘当している。
リョウたちがブレーメンとしてバンド活動を始めた後は資本家としての強大な財力と権力を盾にブレーメンの活動を邪魔すると宣言し、一時はメンバーが潰されることを恐れたリョウを呼び戻し、翠ヶ淵高校に復学させた。
しかし、それはあくまで家柄を宛にせず独り立ちしようとするリョウの覚悟を試すためであった。その後、最初で最後の殴り合いによる「父子のキャッチボール」に敗北した後、息子の覚悟を認め笑顔で息子の旅立ちを祝福した。リョウ自身はそれに気付くことはなかったが、彼との対立を通じて「自由を貫くことがいかに厳しく難しいことかを教えられた気がする」と感慨を漏らしている。
単行本9巻の最終話に追加で描き下ろされたページでは、ブレーメンの音楽を聴いて笑みを浮かべているシーンが登場している。

密月（ミツヅキ）
嵐がかつて所属していたバンド、Sulfuric Acidのボーカル。プラチナブロンドに髪を染め、ブルーのカラーコンタクトを装用するという、冷徹な雰囲気を持つ。髪型と上半身の衣装はHOT LIMITのプロモーションビデオの時のT.M.Revolutionを彷彿とさせる。舌にSulfuric Acid時代の嵐と同じ黒い蝶のタトゥーを入れている。「硫酸」を意味するSulfuric Acidをバンド名としたのは、「途中でバンドを抜けた時には、罰として蝶のタトゥーが消えるまで硫酸をかける」という誓いの証である。
『ロックは人を堕落させるために作られた悪魔の音楽である』という、ケイオスの思想に近い考え方を持つ。とある種類のチョウの鱗粉を原料にしたドラッグを密造しており、Sulfuric Acidのライブに来たオーディエンスに服用させ、バンド演奏を聴かせることでドラッグの作用を引き起こし、オーディエンスが凶暴化して暴力行為に及ぶ様子を楽しむという、退廃的なことを行っていた。
残忍かつ卑劣でしつこい性格で、嵐がSulfuric Acidを脱退した後に結成した新バンドのボーカルのサトシの顔に硫酸を浴びせたり、嵐を呼び出すためにリョウを人質に取ったり、露魅王との決闘の際にはナイフを抜いて戦おうとした。最後は露魅王との決闘に敗れ、自らが作った硫酸のプールに突き落とされそうになるも、嵐の腕犠牲によって助けられて転落は免れる。
その後、露魅王とリョウは嵐を病院へ連れて行き、誰もいなくなったライブハウス内で、嵐への嫉妬心と憧れを独白。二度と戻れない過去と決別するために、ケジメとして自らの舌に硫酸を浴びせ、舌に刻まれた蝶のタトゥーを消し去った。

架神京助（カガミ　キョウスケ）
翠ヶ淵高校の2年生。偏差値75以上の翠ヶ淵において、小学校から通っている自称『生粋の翠ヶ淵ボーイ』（受験で合格して入学したのか裏口入学かは不明）。喨とは高校の同級生であり、敵対関係にある。
学校内にある、幾つかの立派な施設（小学校のガラス張りの屋内プール、中等部のドーム型の体育館、高等部のコンピューター教育専門の新校舎など）は、全て架神家からのプレゼントであるなど、父親が莫大な権力と財力の持ち主である。それを良い事に、学校の内外で好き勝手に振る舞っており、殺人以外は全て揉み消してしまうという噂があるなど、新宿あたりでは『名門翠ヶ淵の悪魔』と呼ばれている。
だが、高校に進学後、喨が翠ヶ淵高校に入学してくると、保身を考える父親からは、「葉山コーポレーションの御曹司である喨には手を出すな」と何度も言われており、当初は喨を無視する事を決め込んでいた。だが、思うまま振る舞う自分を幾度も邪魔しに来る喨に煩わしさを感じていた。
のちに身辺調査させて、喨の弱点を探っていた所、普段は女の格好をしている事を知った。そして、教室内にいる喨に向かって、「こいつのあだ名はオカマちゃんだ」と大声で言いふらした所、怒った喨に殴り飛ばされ、机の角に激突してこめかみに傷を負う。その後、傷は治ったが傷跡は消えず、傷の上に蛇のタトゥーを入れた。それ以来、喨へ一方的に強い恨みを持っていた。
父親の圧力により高校に復学した喨は、登校初日に、架神が仲間達と一緒に女性教師を強姦しようと男子トイレへ連れ込み、下着姿にさせたうえで「スタンガンダンス」と称して、彼女をスタンガンでいたぶって遊んでいたところを発見して助けに入った。そしてを高校生に変装して喨の様子を尾行していた露魅王と嵐も駆けつけたことで、彼らと因縁の対決を始める。だが自分自身では闘わず、舎弟や自分のペットのアナコンダ「タナトス」を使って喨と露魅王に暴行を加えるという卑劣な行為に及ぶ。タナトスに巻き付かれて解くことができなかった露魅王は、校舎から地面に飛び降りて、落下の衝撃でタナトスを殺害することに成功するも、自らもダメージを受けて血を流して倒れ込んでしまう。露魅王が転落死したと思って高笑いし、喨とのタイマンに挑む。たが露魅王は復活して目の前に現れてタイマンを煽り、その最後に「もしリョウが殺されたら、俺が代わりに（架神を）殺してやる」と宣言されたことに恐怖を感じ、その隙を突いた喨の怒りの鉄拳を顔面に食らって病院送りにされる。
入院先の病院で見舞いに来た父親に泣き付き、喨へ復讐をするように懇願するも、葉山コーポレーションからの報復を恐れた父親から、逆に喨に手を出したことを叱責された。そして、父親が自分をことを心配しているのではないことを悟って激昂し、ガラスの灰皿で父親に殴りかかり、意識不明の重傷を負わせて警察に逮捕された。

サイクロプス
片目がトレードマークの3人組のバンド。オーディエンスも同様にマスクや眼帯などで片目を隠している。
詳しい年齢は明かされていないが、電車内で泥酔していた中年男性に暴行を加えるシーンがあり、その際に大人や世間を憎んでいることを吐露しているため、若者であることが判る。
曲は全て後輩など別のグループから奪ったものであり、曲を奪ったグループは二度とバンド活動ができない様にする為、自分達がオリジナルだと主張している。
デビューを目指しているが、あまりの過激さと音楽性を無視した暴れ放題のオーディエンスの存在などが原因で、メジャーどころかコアなインディーズレーベルからも声がかからないでいた。
ブレーメンの楽曲に目をつけ、曲をコピーしライブで披露（歌詞は自分達が作った物）するも、ジョニーからは曲がサイクロプスのオリジナルでは無い事を感づかれていた。
その後、ブレーメンがオリジナルの演奏を披露し、その音楽に圧倒されて負けを悟り、オーディエンス共々閉じていた片目を開いて彼らの音楽の虜となった。

ケイオス
ブレインネイションの元メンバー。
スキンヘッドに、トレパネーション（額部分の皮膚・頭蓋骨・髄膜等をくり抜いて穴を開け、脳の一部を露出させる）を受け、穴の部分はクリスタルでフタをしているという狂気的な外見をしている。
ブレインネイションの目的である、G.O.D（露魅王）にディスペアリングロックを歌わせることに異常に執着していた。ブレインネイション壊滅後、当局に危険人物として刑務所に収監されていた。
ジョニーらかつてのブレインネイションがロックシンガーの悲劇から組織を改革した際にも唯一それに賛同しなかった。
のちに仲間の手助けで刑務所を脱獄し、名実共に｢ロックの神｣となった露魅王の前に現れ、｢世界的カリスマである春日露魅王が死ねば世界は混乱し破滅する｣と考え、銃で殺害しようとする。だが、露魅王が飛ばした十円玉で弾丸が弾き飛ばされ、その隙に毒薬入りの眼を拳で潰されて倒れる。だが、ブレインネイションを抜けた時に毒薬を取り去っていたため死には至っておらず、密かに露魅王へ銃口を向けていたが、間一髪駆けつけたジョニーによって射殺された。

## 重要語句
エボリューション・クライシス
物語の数年前に流行した、世界的ロックバンド。ボーカルのシドニー・ロックスとレナ・ブルージーが特に有名だった。
露魅王を除くブレーメンのメンバー全員がファンである。しかしある日シドニーとレナの両方が死亡したため、解散した。

BRAINNATION（ブレインネイション）
｢音楽で世界を支配する｣という思想の元に作られた秘密結社。密月が使用していたドラッグも元はブレインネーションによって作成された特殊なドラッグである。ドラッグや特殊な歌詞で若者達を操ろうとしていた。
その危険思想ゆえに連邦当局からマークされ、多くの協力者が粛清される。しかしその対象にはブレインネーションとは全く関係無いのに、｢曲の一部分の旋律が似ている｣というだけで命を奪われた無実のロックシンガーらもおり、それに心を痛めたジョニー岩石らは組織を改革することとなった。
その後は名を｢G.B.N（グレイトブレインネイション）｣と改め、若い才能を発掘するポジティブな組織へと生まれ変わった。
ケイオスや岩石など、旧組織時代からのメンバーは左目の角膜に劇薬入りのカプセルを貼り付けており、その影響で瞳が白くなっているのが特徴。このカプセルを無理に剥がそうとしたり、自白剤などを投与すれば即座に劇薬が流れ出し死に至る。

翠ヶ淵高校（みどりがぶちこうこう）
喨や架神が通う高校。男子校。嵐によると、偏差値75以下の奴や、庶民には一生関係ない所。
作中の描写から小学校から大学まであるようで、大学病院がある事から、医学部もあるようである。
裕福な家庭の子息が多いが、嵐によると親の金で好き放題遊びまわってる者もいるようで、そこらの不良よりもタチが悪いとのこと。
校則で金髪は禁止されているが、喨と架神の2人だけが特別に許可されていた。
また親が学校に多大な貢献をしているとは言え、架神の学校内での横暴を黙認しているなど、権力に対して非常に弱い学校である事が窺える。

G.O.D（ジー・オー・ディー）
ブレインネイションの組織改革を拒んだケイオスが密かに進めていた、キリスト復活プロジェクトの名称。
ケイオスは「キリストが人々を惹き付けたのはその声の魅力にある」と考え、その声で「絶望の音楽（ディスペアリングロック）」を歌わせることで世界中の若者を洗脳し、その未来を破壊しようと目論んでいた。
岩石によれば、ケイオスはどこからか手に入れたキリストの髪の毛の細胞から、クローン技術を駆使してキリストを復活させることを考えていたらしいが、組織の人間は「キリストの毛髪などあるわけがなく、たとえあったとしても当時の組織のクローン技術ではキリストの復活など不可能」と考え、誰一人としてまともに取り合わなかったという。だが結果としてプロジェクトは成功し、キリストのクローンである露魅男が誕生することとなった。

## 単行本
- JC1巻　2000年5月6日第1刷発行(ISBN 4-08-872867-X)
- JC2巻　2000年8月9日第1刷発行(ISBN 4-08-873001-1)
- JC3巻　2000年10月9日第1刷発行(ISBN 4-08-873028-3)
- JC4巻　2000年12月9日1刷発行(ISBN 4-08-873052-6)
- JC5巻　2001年2月7日第1刷発行(ISBN 4-08-873078-X)
- JC6巻　2001年5月6日第1刷発行(ISBN 4-08-873118-2)
- JC7巻　2001年7月9日第1刷発行(ISBN 4-08-873136-0)
- JC8巻　2001年10月9日第1刷発行(ISBN 4-08-873173-5)
- JC9巻　2001年12月9日第1刷発行(ISBN 4-08-873195-6)